# رابرت رایت کمبل
رابرت رایت کمبل (انگلیسی: R. Wright Campbell؛ ‏تلفظ نام‌خانوادگی: ‎/ˈkæmbəl/‎؛ ‏ زاده ۱۹۲۷ درگذشته ۲۰۰۰) یک فیلم‌نامه‌نویس اهل ایالات متحده آمریکا بود.